# Doftklerodendrum
Doftklerodendrum (Clerodendrum chinense) är en växt inom släktet klerodendrum och familjen kransblommiga växter. Det var odlade, fylldblommiga plantor som först nådde Europa och först långt senare hittades de vilda, enkelblommiga typerna i södra Kina. Odlas som krukväxt i Sverige.
Buske 50-120 cm hög. Grenar endast svagt fyrkantiga. Ludna som unga. Blad brett äggrunda till nästan hjärtlika, 9-22 cm långa, 8-21 cm breda, ludna.
Blommor i täta, toppställda flockar, vita till rosa eller röda, enkel- eller fylldblommiga. Väldoftande.

## Varieteter
Två varieteter erkänns:
- var. chinense - har fyllda blommor med äggrunda kronflikar.
- var. simplex (Moldenke) S. L. Chen, 1991 - har enkla blommor med elliptiska kronflikar.

Artepitetet chinense betyder helt enkelt från Kina.

## Odling
Föredrar en mycket ljus plats, med skydd för den starkaste solen. Jorden bör inte få torka ut alltför mycket. Övervintras svalare och torrare. Minimitemperatur 15°C.

## Synonymer
- var chinense
  - Cryptanthus chinense Osbeck, 1757
- Clerodendrum fragrans (Ventenat) Willdenow, 1809
  - Clerodendrum fragrans var. multiplex Sweet
  - Clerodendrum fragrans var. pleniflorum Schauer, 1847
  - Clerodendrum philippinum Schauer, 1847
  - Volkameria fragrans Ventenat, 1804

- var. simplex
  - Clerodendrum philippinum var. simplex Moldenke, 1970